# NGC 7584
NGC 7584 (другие обозначения — PGC 70977, MCG 1-59-35, ZWG 406.49, ARAK 580) — линзообразная галактика (S0) в созвездии Пегас.
Этот объект входит в число перечисленных в оригинальной редакции «Нового общего каталога».